# Герб на Белгия
Гербът на Белгия е едновременно държавен и кралски герб. Съвременната му версия е утвърдена с кралски декрет на 17 март 1837 г., в който са описани голяма и малка форма на герба. Представлява черен щит със златен лъв (познат още като Leo Belgicus) с червени нокти и език. Зад щита е разположен Орденът на Леополд. Над щита има златен шлем с мантия и херцогска корона. Щитодръжци са два лъва, държащи националното знаме на Белгия. Под постамента е мотото: L'union fait la force или Eendracht maakt macht (Съединението прави силата на френски и нидерландски респективно). 